# Move (álbum de Taemin)
Move (estilizado como "MOVE") é o segundo álbum de estúdio do artista musical sul-coreano Taemin. O álbum foi lançado em 16 de outubro de 2017 pela S.M. Entertainment juntamente com o single "Move". Uma versão em coreano do single em japonês de Taemin, "Flame of Love", também aparece no álbum.

## Antecedentes e lançamento
Em 28 de setembro de 2017, a S.M. Entertainment anunciou o lançamento do segundo álbum de estúdio de Taemin para 16 de outubro de 2017. Antes do lançamento do álbum, Taemin apresentou as músicas de Move em seu primeiro concerto coreano, intitulado "Off-Sick", em 15 de outubro de 2017, diante de 10 mil fãs. O álbum foi lançado no dia seguinte, juntamente com a faixa-título de mesmo nome.

## Produção e composição
O álbum começa com "MOVE" uma música de R&B rítmica, com um som de baixo impressionante e um ritmo de canto que puxa o ouvinte. A segunda faixa do álbum, "Love", é uma música futurista de balada R&B que fala sobre a tristeza profunda, a dor e a saudade de um homem que foi abandonado de repente por seu amor sem mesmo saber o motivo. "Crazy 4 U", é uma música pop eletrônica baseada em R&B produzida por Jin Suk Choi, DEEZ, Justin Phillip Stein e Che Pope. Em "Heart Stop", produzida por Jamil 'Digi' Chammas, Leven Kali, Ylva Dimberg e MZMC, Taemin canta com Seugi para contar a história de um casal e seus verdadeiros sentimentos, já que estão prestes a enfrentar um termino.
"Rise (이카루스)", que contém as crenças e intenções de Taemin de ser um grande artista, é inspirada na figura mítica grega 'Ícaro', com uma batida de trap produzida por Matthew Tishler, Felicia Barton e Aaron Benward. A canção de Urban R&B "Thirsty" fala sobre um amor insuficiente. "미로 (Stone Heart)" retrata um homem que vagueia em um labirinto, perseguindo uma mulher que parece ser uma ilusão. "Back to You" é uma música de balada acústica baseada em R&B, que mostra os vocais emocionais de Taemin retratando o arrependimento e a dor de um homem. A versão em coreano de "Flame of Love", que foi lançada no mini-álbum japonês de mesmo nome também está incluída como faixa bônus do álbum sendo produzida por Yuka Otsuki, Kanata Okajima e Andreas Oberg.

## Lista de faixas
Créditos adaptados da página do álbum no Naver Music.
| N.º            | Título                                      | Letras          | Música                                                                          | Arranjo                                                                     | Duração |  |
| 1.             | "MOVE"                                      | Seo Ji-eum      | Curtis A. Richardson Adien Lewis Angelique Cinelu                               | Curtis A. Richardson Adien Lewis Angelique Cinelu                           | 03:31   |  |
| 2.             | "Love"                                      | Lee Seu-ran     | Hyuk Shin Jeff Lewis MRey Royal Dive Luket                                      | Hyuk Shin MRey Royal Dive                                                   | 03:49   |  |
| 3.             | "Crazy 4 U"                                 | Hwang Yoo-bin   | Jin Suk Choi DEEZ Justin Phillip Stein Che Pope                                 | Jin Suk Choi DEEZ Justin Phillip Stein Che Pope                             | 03:35   |  |
| 4.             | "Heart Stop" (featuring Seulgi)             | JQ Kim Jin Mola | Jamil 'Digi' Chammas, Leven Kali, Ylva Dimberg, MZMC                            | Jamil 'Digi' Chammas                                                        | 02:55   |  |
| 5.             | "Rise (이카루스)"                           | Kim In-hyeong   | Matthew Tishler Felicia Barton Aaron Benward                                    | Matthew Tishler                                                             | 03:31   |  |
| 6.             | "Thirsty"                                   | Min Yeon-jae    | Joseph 'Joe Millionaire' Foster Deez Ylva Dimberg MZMC Otha 'Vakseen' Davis III | Joseph 'Joe Millionaire' Foster Deez                                        | 3:26    |  |
| 7.             | "미로 (Stone Heart)"                        | Lee Seu-ran     | Engelina Andrina Larsen Fredrik Häggstam Sebastian Lundberg Johan Gustafson     | Engelina Andrina Larsen Fredrik Häggstam Sebastian Lundberg Johan Gustafson | 3:26    |  |
| 8.             | "Back To You"                               | Seo Ji-eum      | Mike Woods Kevin White Andrew Bazzi MZMC                                        | Rice n' Peas                                                                | 3:37    |  |
| 9.             | "Flame of Love (Korean Ver.)" (Bonus Track) | Cho Yoon-kyung  | Yuka Otsuki Kanata Okajima Andreas Oberg                                        | Yuka Otsuki Kanata Okajima Andreas Oberg                                    | 3:51    |  |
| Duração total: | Duração total:                              | Duração total:  | Duração total:                                                                  | Duração total:                                                              | 31:41   |  |

## Recepção
Na Coreia do Sul, o álbum encabeçou o gráfico diário do Hanteo e Synnara em seu primeiro dia de lançamento. Também liderou os gráficos do iTunes em 12 países diferentes, incluindo Finlândia, Peru, Japão, Indonésia, Hong Kong, Taiwan, Cingapura, Macau, Malásia, Tailândia, Filipinas e El Salvador, além de aparecer entre os 10 álbuns mais vendidos em 20 outros países.

## Charts
| Japan (Billboard)                       | 12 |
| Japanese Albums (Oricon)                | 11 |
| Japanese Western Albums (Oricon)        | 1  |
| Estados Unidos (Billboard World Albums) | 3  |

## Histórico de lançamento
| Região        | Data                  | Formato(s)          | Gravadora(s)                   |
| ------------- | --------------------- | ------------------- | ------------------------------ |
| Mundialmente  | 16 de outubro de 2017 | Download digital    | S.M. Entertainment             |
| Coreia do Sul | 16 de outubro de 2017 | CD Download digital | S.M. Entertainment Genie Music |
| Japão         | 18 de outubro de 2017 | CD Download digital | S.M. Entertainment             |